# All Inclusive
All Inclusive er en spillefilm instrueret af Hella Joof efter manuskript af Mette Heeno.

## Handling
Kaotiske Ditte på 30 og hendes storesøster, den alt for fornuftige Sigrid, tager til Malta med deres mor Lise, for at fejre hendes 60-års fødselsdag. Lise er lige blevet forladt af sin mand, pigernes far, og de to søstre er ikke helt enige om, hvordan de skal få deres ulykkelige mor op af kulkælderen igen. Som ferien skrider frem, udvikler den sig til et absurd trekantsdrama, hvor søstrene stædigt kæmper om Lises kærlighed og opmærksomhed - i et virvar af charter, jalousi, familiemønstre, løgne, disco og en fingerfærdig bartender, der hedder Antonio.

## Modtagelse
Filmen blev generelt godt modtaget i den danske presse, hvor den fik fire ud af seks stjerner i mange aviser.
I biograferne var filmen populær og blev set af mere end 400.00 personer, heraf over 300.000 i 2015, hvor det blev den femte mest sete danske film.